# Sphenomorphus sananus
Espèce
Synonymes
- Lygosoma sananus Kopstein, 1926

Sphenomorphus sananus est une espèce de sauriens de la famille des Scincidae.

## Répartition
Cette espèce est endémique des îles Sula en Indonésie.

## Publication originale
- Kopstein, 1926 : Reptilien von den Molukken und den benachbarten Inseln. Zoologische Mededelingen, vol. 1, p. 71-112 (texte intégral).